# 베이르테무르
베이르테무르(몽골어: ᠪᠶᠢᠷ
ᠲᠡᠮᠦᠷ Bayir Temür, 孛罗帖木儿, ？ － 1353년(?)/1369년(?))는 몽골 원 제국의 종실로 위왕(魏王)에 봉해졌다. 위왕 에무게의 아들로 할아버지는 쿠빌라이 칸(원 세조)의 손자로써 원 순종으로 추존된 회왕 다르마발라이다. 고려 공민왕비 노국대장공주의 친정아버지이다. 일설에는 그의 누이라는 설도 있다.
태정(泰定) 원년(1324년) 6월에 아버지 에무게가 사망하고 베이르테무르는 지순(至顺) 원년(1330년) 숙부 원 문종에 의해 서정왕(西靖王)에 봉해졌고 섬서(陕西)로 나아가 진수하였다. 베이르테무르는 아버지의 위왕 작위를 이어받았으며, 원 순제 지정(至正) 13년(1353년) 홍건적의 난을 토벌하기 위해 출정, 박(亳, 허난 성과 안후이 성의 경계 지역)으로 군사를 이끌고 출전했다. 곧 백가노(伯家奴)와 함께 하남(河南)에서 백련교도들이 일으킨 반란을 진압하게 되었으나, 술에 빠져 제대로 방비를 하지 않다 반군의 습격으로 체포되었고 살해당하였다.
홍건적 군대에 사로잡힌 베이르테무르가 자비를 구걸하자, 같이 체포된 원나라의 관료 타부타이(塔不台)는 어찌 살기를 구걸하느냐며 그를 문책했다 한다. 일설에는 1369년 5월 사망설과 6월 사망설이 있으며, 풀려났다가 주살되었다는 설, 일설에는 명나라군에 피살되었다는 설도 있다. 베이르테무르의 딸이 노국대장공주(鲁国大长公主)로 고려 공민왕에게 시집갔다. 일설에는 노국대장공주는 그의 딸이 아니라, 그의 여동생이었다고도 한다.

## 베이르테무르가 등장한 작품
- 《기황후》 (MBC, 월화드라마 2013년~2014년, 배우: 최현

## 참고 문헌
- 《신원사》(新元史) 권제113 열전제10